# 쉬샹첸

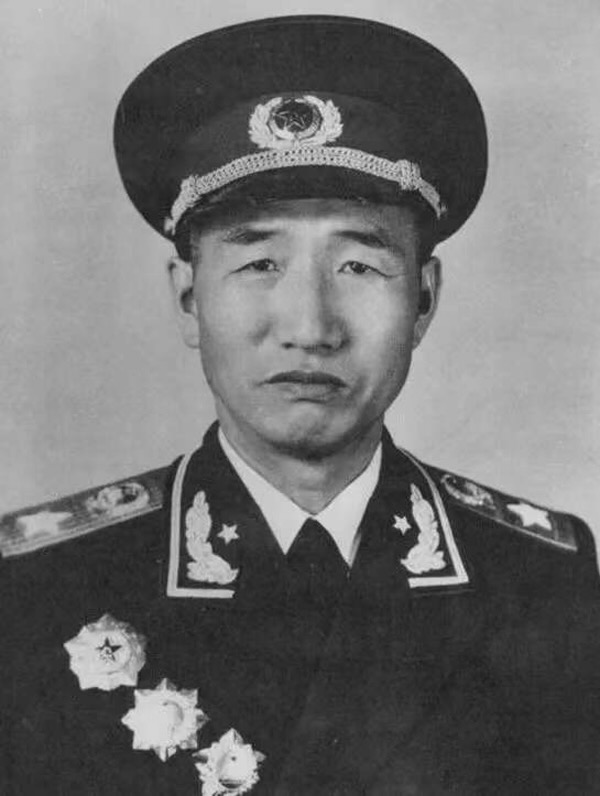
쉬샹첸

쉬샹첸(徐向前,서향전, 1901년 11월 8일 ~ 1990년 9월 21일)은 중국의 전략가, 혁명가, 정치인이다. 산시성 우타이현 영안촌 출신으로 중국 10대 원수 중 한 사람이다. 자는 자경(子敬).

## 생애
18세가 되던 1919년 봄에 선서국민사범연성반(山西國民師範速成班)에 들어갔다가 24년 4월 황푸 군관학교 제1기로 시험쳐 입학하여, 졸업 후에도 학교에 남아서 소대장이 되었다.
1925년 봄 군벌 진형명(陳炯明)을 토벌하기 위한 제1차 정벌에 참가하였다. 국민군(國民軍) 제12군 제6혼성여단에서 교관, 참모, 단부(團副)등을 맡았다. 1926년 무한(武漢)에 도착하여 남호학병단(南湖學兵團) 지도원이 되어 이듬해 1927년 3월, 중국공산당에 가입하였다.
그해 4월 무한(武漢) 중앙군사정치학교장을 맡아 학생부대를 인솔하여 반군 하두인(夏斗寅)무리를 제압하는 데 참가하였고 후에 장발규(張發奎)부대로 파견 나가 사령부 참모를 맡았다.

## 정치
중화인민공화국 성립 후, 중화인민공화국 원수 계급을 받고 인민해방군 총 참모장에 임명되었다. 1954년 초 중앙인민정부 인민혁명군사위원회 부주석, 국방위원회 부주석에 임명되었으며 1급 八一勳章, 1급 獨立自由勳章, 1급 解放勳章 등을 수여받았다. 1965년부터 제3차,4차 전국인민대표대회 상무위원회 부위원장을 맡았었다. 또한 1966~1987년까지 중공중앙군사위원회 부주석을 역임하였다. 인민해방군의 혁명화, 현대화, 정규화 건설 및 국방건설에 지도자로 참여하였다.
문화대혁명 시기에 임표(林彪), 강청(江靑)등 반혁명집단과 단호하게 투쟁하였다. 1978~1980년 국무원 부총리 겸 국방부장을 역임하였다. 1983년 6월 ~ 1988년 4월까지 중화인민공화국 중앙군사위원회 부주석을 역임하였다.

## 최후
중공 제7~12차 중앙위원, 제8차(11중전회) 보선으로 정치국 후보위원에 당선되었으며 중공 제11차, 12차 중앙정치국 위원으로 당선 되었다가 1990년 9월 21일 북경에서 향년 90세의 일기를 서거하였다.

## 같이 보기
- 중화인민공화국 원수 (개국원수)

1. ↑  “중국 전 국방부장 서향전 사망”. 1990년 9월 22일. 2023년 1월 5일에 확인함.